# Will Estes

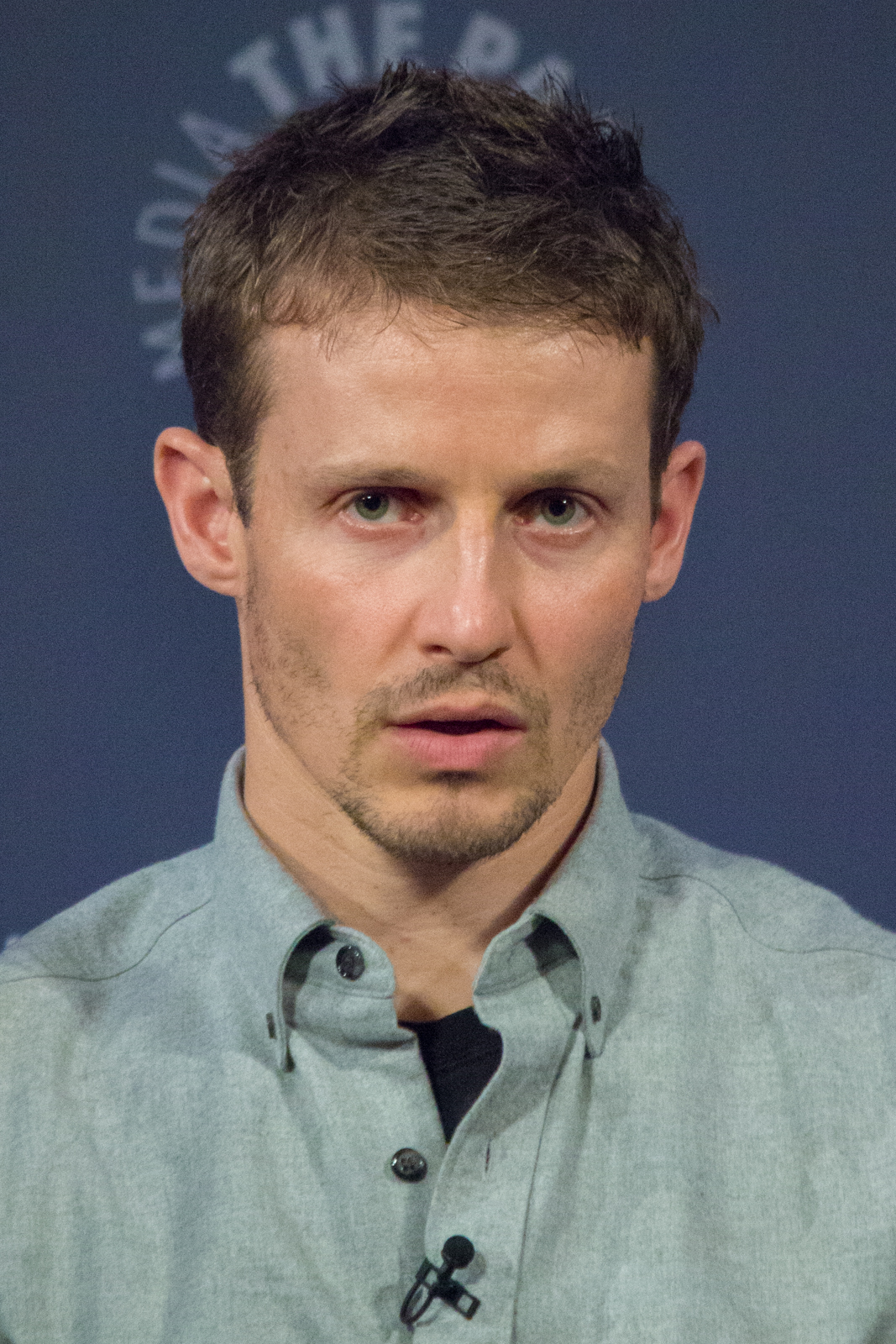
Will Estes (2014)

Will Estes (* 21. Oktober 1978 als William Estes Nipper in Los Angeles, Kalifornien) ist ein US-amerikanischer Filmschauspieler. Der Durchbruch gelang ihm mit der Rolle des Jamie Reagan in der US-Serie Blue Bloods – Crime Scene New York.

## Leben
Estes wuchs als Einzelkind auf. Er besuchte eine private High School, die er im Juni 1996 abschloss. Bei seinen ersten Film- und Fernsehauftritten verwendete er noch seinen ursprünglichen Namen Will Nipper. Im Alter von zehn Jahren stand er für die Fernsehserie California Clan erstmals vor der Filmkamera.
Er war Mitwirkender bei der Jugendserie The New Lassie. Außerdem war er in verschiedenen Werbespots zu sehen. Er trat auch in den Musikvideos It’s my Life von Bon Jovi und Objects in the Rearview Mirror May Appear Closer Than They Are von Meat Loaf auf.
Mittlerweile hat Estes in diversen Fernsehserien und -filmen mitgewirkt. Von 2010 bis 2024 war er als New Yorker Polizist in der Dramaserie Blue Bloods – Crime Scene New York zu sehen.

## Filmografie

### Fernsehserien
- 1987: California Clan (Santa Barbara, eine Folge)
- 1989–1992: The New Lassie (48 Folgen)
- 1988–1989: Ein Engel auf Erden (Highway to Heaven, 2 Folgen)
- 1992: Baywatch – Die Rettungsschwimmer von Malibu (Baywatch, Folge 2x17)
- 1993: Bigfoot und die Hendersons (Harry and the Hendersons, Folge 3x11)
- 1994: Eine starke Familie (Step By Step, Folge 4x07)
- 1994–1996: Das Leben und Ich (Boy Meets World, 3 Folgen)
- 1995: Full House (2 Folgen)
- 1995–1996: Kirk und die Chaos Kids (Kirk, 31 Folgen)
- 1997: Meego – Ein Alien als Kindermädchen (Meego, 12 Folgen)
- 1997–1998: Was ist los mit Alex Mack? (The Secret World of Alex Mack, 6 Folgen)
- 1998: Diagnose: Mord (Diagnosis Murder, Folge 5x19)
- 1999–2000: Eine himmlische Familie (7th Heaven, 5 Folgen)
- 2002–2005: American Dreams (60 Folgen)
- 2005–2006: Reunion (13 Folgen)
- 2006: Law & Order: Special Victims Unit (Folge 7x17)
- 2008: Eleventh Hour – Einsatz in letzter Sekunde (Eleventh Hour, Folge 1x07)
- 2009: In Plain Sight – In der Schusslinie (In Plain Sight, Folge 2x01)
- 2010–2024: Blue Bloods – Crime Scene New York (Fernsehserie, 293 Episoden)

### Spielfilme
- 1990: Katastrophenflug 243 (Miracle Landing)
- 1990: Mit dem Essen kam der Tod (Menu for Murder)
- 1991: Der Giftzwerg (Dutch)
- 1995: Zwei Brüder auf der Flucht (Brother’s Destiny)
- 1995: Ein amerikanischer Quilt (How to Make an American Quilt)
- 2000: Der Makler (Terror Tract)
- 2000: U-571
- 2001: Mimic 2
- 2002: May
- 2005: Die Tragödie von Clausens Pier (The Dive from Clausen’s Pier)
- 2012: The Dark Knight Rises

## Auszeichnungen
Will Estes war viermal für einen Young Artist Award nominiert.